# Zbrodnia w Białochowie
Zbrodnia w Białochowie – masowe egzekucje mieszkańców Białochowa i sąsiednich wsi przeprowadzane przez okupantów niemieckich jesienią 1939. Na tzw. bagnach białochowskich członkowie paramilitarnego Selbstschutzu zamordowali wówczas ok. 200 mieszkańców powiatu grudziądzkiego.

## Egzekucje na bagnach białochowskich
Tereny powiatu grudziądzkiego zostały opanowane przez oddziały Wehrmachtu już w pierwszych dniach września 1939. Błyskawicznie zaczęły tam powstawać pierwsze struktury Selbstschutzu – paramilitarnej formacji złożonej z przedstawicieli niemieckiej mniejszości narodowej zamieszkującej terytorium przedwojennej Polski. Jednym z lokalnych przywódców Selbstschutzu był Kurt von Falkenhayn – właściciel majątku ziemskiego w Białochowie. Pełnił on funkcję dowódcy tzw. I rejonu Selbstschutzu w powiecie grudziądzkim.
Selbstschutz rychło rozpoczął masowe aresztowania Polaków. Był to element szerszej akcji eksterminacyjnej, wymierzonej w pierwszym rzędzie w polską inteligencję, którą narodowi socjaliści obarczali winą za politykę polonizacyjną prowadzoną na Pomorzu Gdańskim w okresie międzywojennym oraz traktowali jako główną przeszkodę na drodze do szybkiego i całkowitego zniemczenia regionu. W ramach tzw. Intelligenzaktion (pol. akcja „Inteligencja”) Niemcy zamordowali jesienią 1939 blisko 30 000 – 40 000 mieszkańców Pomorza.
W okolicach Białochowa ofiarą aresztowań padali przede wszystkim polscy rolnicy i robotnicy. Miejscowi Niemcy mogli przy okazji uregulować wiele zadawnionych sąsiedzkich sporów i porachunków, jak też korzystali z okazji do zagrabienia mienia mordowanych Polaków. Przykład w tym względzie dał sam Falkenhayn, który rozkazał aresztować i zamordować polskich pracowników swojego majątku. Ich „winą” było dochodzenie przed wojną na drodze sądowej praw do otrzymania dożywotniego deputatu (jako wynagrodzenia za wieloletnią służbę).
Masowe egzekucje były przeprowadzane przez Niemców na tzw. bagnach białochowskich – tj. pokrytym liściastym drzewostanem bagnie po wyschłym jeziorze. W październiku i listopadzie 1939 roku Selbstschutz rozstrzelał tam około 200 osób, w większości rolników z Białochowa, Nowej Wsi, Rogóźna, Dusocina, Lisich Kątów, Dąbrówki Królewskiej, Mokrego, Leśniewa i Owczarek. W gronie zamordowanych znaleźli się m.in. ks. Franciszek Kędzierski (wikariusz z parafii Mokre), kapitan Marian Bardoński (oficer Wojska Polskiego), 15-letni Stanisław Kamiński z Leśniewa oraz Helena Biedzińska i Pelagia Bieniak. Znana jest także tożsamość dwudziestu rolników, dziewięciu robotników, trzech rzemieślników oraz kilku przedstawicieli inteligencji z terenów gminy Rogoźno, których rozstrzelano na bagnach białochowskich.
Część zwłok została wywieziona przez Niemców w nieznanym kierunku.

## Upamiętnienie
Po wojnie na bagnach białochowskich postawiono kamień z tablicą pamiątkową. W pobliżu miejsca straceń, na skrzyżowaniu dróg Grudziądz-Kwidzyn oraz Mokre-Białochowo, wybudowany został natomiast pomnik upamiętniający ofiary zbrodni. Część odnalezionych zwłok została ekshumowana i pogrzebana w pobliskiej wsi Mokre. Na ich mogile postawiono pamiątkowy nagrobek z nazwiskami ofiar.
Po wojnie przed polskim sądem stanął jeden z członków miejscowego Selbstschutzu – Alfred Zilz. Kurt von Falkenhayn uciekł do Niemiec w styczniu 1945, unikając w ten sposób odpowiedzialności za zbrodnie na Polakach popełnione w 1939 roku.